# 와이트먼 공리계
수리 물리학에서 와이트먼 공리(Wightman axioms, 가딩-와이트먼 공리(Gårding–Wightman axioms)라고도 함), 아서 와이트먼의 이름을 따서 명명되었다. 양자장론을 수학적으로 엄격하게 공식화하려는 시도이다. 아서 와이트먼은 1950년대 초에 공리를 공식화했지만 하그-뤼엘 산란 이론(Haag–Ruelle scattering theory) 이후 그 중요성을 확인한 후인 1964년에야 처음으로 발표되었다.
공리는 구성적 양자장론의 맥락에서 존재하며 양자장을 엄격하게 처리하기 위한 기초와 사용되는 섭동 방법에 대한 엄격한 기초를 제공하기 위한 것이다. 양-밀스 장의 경우 와이트먼 공리를 실현하는 것은 클레이 수학 재단의 밀레니엄 문제 중 하나이다.

## 이론적 해석
와이트먼 공리의 기본 아이디어 중 하나는 푸앵카레 군이 유니터리 작용하는 힐베르트 공간이 있다는 것이다. 이러한 방식으로 에너지, 운동량, 각운동량 및 질량 중심(부스트에 해당)의 개념이 구현된다.
또한 4-운동량의 스펙트럼을 양의 빛 원뿔 (및 그 경계)로 제한하는 안정성 가정도 있다. 그러나 이것만으로는 국소성을 구현하기에 충분하지 않다. 이를 위해 와이트먼 공리는 푸앵카레 군의 공변 표현을 형성하는 양자장이라는 위치 종속 연산자를 갖는다.
양자장론은 자외선 파국 문제를 겪고 있기 때문에 한 점에서의 장의 값은 잘 정의되지 않다. 이 문제를 해결하기 위해 와이트먼 공리는 자유장론에서도 발생하는 자외선 발산을 길들이기 위해 시험 함수 위로 번지게하는 아이디어를 도입한다. 공리는 유계가 아닌 연산자를 다루기 때문에 연산자의 정의역을 지정해야 한다.
와이트먼 공리는 장소꼴로 분리된 장들 사이에 교환성 또는 반교환성을 부과하여 이론의 인과 구조를 제한한다.
그들은 또한 진공이라고 불리는 푸앵카레 불변 상태의 존재를 가정하고 그것이 유일할 것을 요구한다. 더욱이, 공리는 진공이 "순환적"이라고 가정한다. 즉, 번진 장 연산자에 의해 생성된 다항식 대수의 진공 상태 원소에서 계산하여 얻을 수 있는 모든 벡터들의 집합은 전체 힐베르트 공간의 조밀한 부분 집합이다.
마지막으로, 번진 장의 모든 다항식은 인과적 폐포가 민코프스키 공간 전체를 이루는 민코프스키 공간의 열린 집합에서 지지되는 시험 함수에 대한 번진 장의 다항식에 의해 임의로 정확하게 근사화될 수 있음(즉, 약한 위상의 연산자의 극한)을 명시하는 원시 인과성 제한이 있다.

## 공리

### W0(상대론적 양자역학의 가정)
양자 역학은 폰 노이만에 따라 설명된다. 특히, 순수 상태는 분리 가능한 복소 힐베르트 공간의 직선, 즉 1차원 부분공간에 의해 제공된다. 다음에서 힐베르트 공간 벡터 {\displaystyle \Psi }와 {\displaystyle \Phi }의 스칼라 곱은 {\displaystyle \langle \Psi ,\Phi \rangle }과 같이 표시된다.  {\displaystyle \Psi }의 노름은 {\displaystyle \lVert \Psi \rVert }과 같이 표시된다.  두 순수 상태 {\displaystyle [\Psi ]}와 {\displaystyle [\Phi ]} 사이의 전이 확률은 0이 아닌 벡터 표현 {\displaystyle \Psi } 및 {\displaystyle \Phi }로 정의될 수 있다.
{\displaystyle P{\big (}[\Psi ],[\Phi ]{\big )}={\frac {|\langle \Psi ,\Phi \rangle |^{2}}{\lVert \Psi \rVert ^{2}\lVert \Phi \rVert ^{2}}}}
이는 어떤 대표 벡터 {\displaystyle \Psi }와 {\displaystyle \Phi }가 선택되는지와 무관하다.
위그너에 따라 대칭 이론이 설명된다. 이는 1939년 유진 위그너의 유명한 논문에서 상대론적 입자에 대한 성공적인 설명을 활용하기 위한 것이다. 위그너의 분류 참조. 위그너는 상태 사이의 전이 확률이 특수 상대성 이론의 변환과 관련된 모든 관찰자에게 동일하다고 가정했다. 보다 일반적으로 그는 군 {\displaystyle G}에서 이론이 불변이라는 진술을 두 직선 사이의 전이 확률의 불변성으로 표현한다고 생각했다. 이 진술은 군이 직선들의 집합, 즉 사영 공간에 대해 작용한다고 가정한다. {\displaystyle (a,L)}이 푸앵카레 군(비동질 로런츠 군)의 원소라 하자. 따라서 {\displaystyle a}는 시공간 원점의 변화 {\displaystyle x\mapsto x-a}를 나타내는 실수 로런츠 4-벡터이다. 여기서 {\displaystyle x}는 민코프스키 공간 {\displaystyle M^{4}}의 원소이고, {\displaystyle L}은 로런츠 변환이다. 이는 모든 벡터 {\displaystyle (ct,x)}의 로런츠 거리 {\displaystyle c^{2}t^{2}-x\cdot x}를 보존하는 4차원 시공간의 선형 변환으로 정의될 수 있다. 그러면 힐베르트 공간의 모든 직선 {\displaystyle \Psi }와 모든 군 원소 {\displaystyle (a,L)}에는 변환된 직선 {\displaystyle \Psi (a,L)}의 전환 확률은 변환에 의해 변경되지 않는다.
{\displaystyle \langle \Psi (a,L),\Phi (a,L)\rangle =\langle \Psi ,\Phi \rangle .}
위그너 정리에 따르면 이러한 조건에서 힐베르트 공간의 변환은 선형 또는 반선형 연산자이다(게다가 노름을 유지하는 경우 유니터리 또는 반유니터리 연산자이다). 직선의 사영 공간에 대한 대칭 연산자는 기본 힐베르트 공간으로 들어올릴 수 있다. 이는 각 군 원소 {\displaystyle (a,L)}에 대해 되며, 힐베르트 공간에서 유니터리 또는 반유니터리 연산자 {\displaystyle U(a,L)} 계열을 얻는다. 이때 {\displaystyle (a,L)}에 의해 변환된 직선 {\displaystyle \Psi }는 {\displaystyle U(a,L)\Psi }를 포함하는 직선과 같다. 항등원과 연결된 군의 원소들에만 제한한다면, 반유니터리적 사례는 발생하지 않는다.
{\displaystyle (a,L)}과 {\displaystyle (b,M)}을 두 개의 푸앵카레 변환으로 두고 군 곱을 {\displaystyle (a,L)\cdot (b,M)}으로 표시하겠다. 물리적 해석을 통해 {\displaystyle U(a,L)[U(b,M)\Psi ]}를 포함하는 직선은 (모든 {\displaystyle \Psi }에 대해) {\displaystyle U((a,L)U(b,M))\Psi }를 포함하는 직선이여야 한다.(군 연산의 결합법칙). 직선에서 힐베르트 공간으로 돌아가면 이 두 벡터는 페이즈가 다를 수 있다(유니터리 연산자를 선택하기 때문에 노름은 같다). 이는 두 군 원소 {\displaystyle (a,L)}및 {\displaystyle (b,M)}에 따라 다르다. 즉 군의 표현이 아니라 사영 표현을 가지고 있다. 스핀이 1/2인 입자의 경우와 같이 각 {\displaystyle U(a)}를 재정의하여 이러한 단계를 항상 취소할 수는 없다. 위그너는 푸앵카레 군에서 얻을 수 있는 가장 좋은 것은 다음과 같다는 것을 보여주었다.
{\displaystyle U(a,L)U(b,M)=\pm U{\big (}(a,L)\cdot (b,M){\big )}}
즉, 페이즈는 {\displaystyle \pi }의 배수이다. 정수 스핀 입자(파이온, 광자, 중력자 등)의 경우 추가적 페이즈 변화를 통해 {\displaystyle \pm }부호를 제거할 수 있지만 반 홀수 스핀 표현의 경우에는 불가능하며 부호는 축을 {\displaystyle 2\pi } 각도로 회전할 때마다 불연속적으로 변경된다. 그러나 비동질 {\displaystyle {\text{SL}}(2,\mathbb {C} )}이라 불리는 푸앵카레 군의 덮개 군의 표현을 구성 할 수있 다; 여기에는 원소 {\displaystyle (a,A)}가 있고, 이전과 마찬가지로 {\displaystyle a}는 4-벡터인 반면 {\displaystyle A}는 행렬식이 1인 복소 2×2 행렬이다. 그리고 얻은 유니터리 연산자는 {\displaystyle U(a,A)}로 나타낸다. 이는 비동질 {\displaystyle {\text{SL}}(2,\mathbb {C} )}의 법칙을 따르는 {\displaystyle U(a,A)}들의 모임에서 연속 유니터리 표현을 준다.
{\displaystyle 2\pi } 회전 시 부호 변경으로 인해 스핀 1/2, 3/2 등으로 변환되는 에르미트 연산자는 관측 가능하지 않다. 이는 일가(一價) 초선택 규칙으로 나타난다. 스핀 0, 1, 2 등의 상태와 스핀 1/2, 3/2 등의 상태 사이의 위상은 관찰할 수 없다. 이 규칙은 상태 벡터의 전체 페이즈를 관찰할 수 없다는 점에 추가된다. 관측가능량 및 상태 {\displaystyle |v\rangle }에 관하여, 정수 스핀 부분공간에 있는 푸앵카레 군의 표현 {\displaystyle U(a,L)}과  반홀수 부분공간에서 비동질 {\displaystyle {\text{SL}}(2,\mathbb {C} )}의 표현 {\displaystyle U(a,A)}를 얻는다. 이는 해석에 따라 작동한다.
{\displaystyle U(a,L)|v\rangle }에 해당하는 앙상블은 좌표 {\displaystyle x'=L^{-1}(x-a)}를 기준으로,  {\displaystyle |v\rangle }에 해당하는 앙상블은 x 좌표를 기준으로 해석되고 홀수 부분공간에 대해서도 마찬가지인 해석과 정확히 같은 방식으로 해석된다.  .
시공간 변환 군은 교환 가능하므로 연산자는 동시에 대각화될 수 있다. 이러한 군의 생성자는 4개의 자기 수반 연산자 {\displaystyle P_{0},P_{j},\ j=1,2,3}를 제공한다. 이는 동차 군에서 에너지-운동량 4-벡터라고 하는 4-벡터로 변환된다.
와이트먼의 0번째 공리의 두 번째 부분은 표현 {\displaystyle U(a,A)}이 스펙트럼 조건, 즉, 에너지-운동량의 동시 스펙트럼이 전방 원뿔에 포함된다는  조건을 충족한다.
{\displaystyle P_{0}\geq 0,\quad P_{0}^{2}-P_{j}P_{j}\geq 0.}
공리의 세 번째 부분은 힐베르트 공간에서 직선으로 표현되는 유일한 상태가 있다는 것이다. 이 상태는 푸앵카레 군의 작용에 따라 변하지 않는다. 이를 진공이라고 한다.

### W1(장의 정의역 및 연속성에 대한 가정)
각 시험 함수 {\displaystyle f}에 대해, 즉 임의의 차수의 연속 도함수와 콤팩트 지지를 갖는 함수의 경우 진공을 포함하는 힐베르트 상태 공간의 조밀한 부분 집합에 정의된 일련의 연산자 {\displaystyle A_{1}(f),\ldots ,A_{n}(f)}가 수반과 함께 존재한다.  장 {\displaystyle A}는 연산자 값을 갖는 조정된 분포이다. 힐베르트 상태 공간은 진공(순환성 조건)에 작용하는 장 다항식에 의해 확장된다.

### W2(장의 변환 법칙)
장은 푸앵카레 군의 작용에 따라 공변적이며 로런츠 군의 어떤 표현 {\displaystyle S} 또는  스핀이 정수가 아닌 경우 {\displaystyle {\text{SL}}(2,\mathbb {C} )}의 표현에 대해 다음과 같이 변환된다:
{\displaystyle U(a,L)^{\dagger }A(x)U(a,L)=S(L)A{\big (}L^{-1}(x-a){\big )}.}

### W3(국소 교환성 또는 미시적 인과성)
두 장의 지지가 장소꼴로 분리된 경우 장은 교환 또는 반교환이다.
진공의 순환성과 진공의 유일성은 때때로 별도로 고려된다. 또한 점근적 완비성의 성질이 있다. – 그 힐베르트 상태 공간은 점근 공간 {\displaystyle H^{\text{in}}}과 {\displaystyle H^{\text{out}}}에 의해 생성되고 충돌 S 행렬에 나타난다. 장론의 또 다른 중요한 성질은 공리에서 요구되지 않는 질량 간극이다. – 즉, 에너지-운동량 스펙트럼은 0과 양수 사이에 간격이 있다.

## 공리의 결과
이러한 공리로부터 특정 일반 정리는 다음과 같다.
- CPT 정리 - 홀짝 변화, 입자-반입자 반전 및 시간 역전에서 일반적인 대칭이 있다(이러한 대칭 중 어느 것도 자연에 단독으로 존재하지 않는 것으로 밝혀졌다).
- 스핀과 통계 사이의 연결 — 반정수 스핀 교환에 따라 변환되는 장와 정수 스핀 교환을 사용하는 장(공리 W3). 실제로 이 정리에는 기술적 세부 사항이 있다. 이는 클라인 변환을 사용하여 패치할 수 있다. BRST의 parastatistics 및 유령을 참조.
- 초광속 통신 불가능 - 두 관찰자가 공간적으로 분리되어 있는 경우 한 관찰자의 동작(측정값과 해밀턴에 대한 변경 포함)은 다른 관찰자의 측정 통계에 영향을 미치지 않는다.

아서 와이트먼은 공리에서 따르는 특정 속성 집합을 만족하는 진공 기댓값 분포가 진공 상태의 존재를 포함하여 장론(와이트먼 재구성 정리)을 재구성하는 데 충분하다는 것을 보여주었다. 그는 진공의 고유성을 보장하는 진공 기댓값에 대한 조건을 찾지 못했다. 이 조건인 송이 분해 성질은 나중에 레스 요스트, 클라우스 헤프, 다비드 뤼엘 및 Othmar Steinmann에 의해 발견되었다.
이론에 질량 간극이 있는 경우, 즉 0과 0보다 큰 상수 사이에 질량이 없으면 진공 기댓값 분포는 먼 영역에서 점근적으로 독립적이다.
하그의 정리는 특정 시간에 진공에서 작용하는 장 다항식을 통해 힐베르트 공간을 식별한다는 의미에서 상호작용 하지 않는 입자의 포크 공간을 힐베르트 공간으로 사용할 수 없다는 상호작용 그림이 있을 수 없다고 말한다.

## 양자장론의 다른 틀 및 개념과의 관계
와이트먼 틀은 유한 온도 상태와 같은 무한 에너지 상태를 다루지 않다.
국소 양자장론과 달리, 와이트먼 공리는 인과 구조를 정리로 도출하는 대신, 공간처럼 분리된 장 사이에 교환성 또는 반교환성을 부과함으로써 이론의 인과 구조를 명시적으로 제한한다. 와이트먼 공리를 4 이외의 차원으로 일반화하는 것을 고려하면 이 (반)교환성 가정은 하위 차원의 애니온 및 꼬임 통계를 배제한다.
고유한 진공 상태에 대한 와이트먼 가정은 와이트먼 공리를 자발적인 대칭 파괴의 경우에 반드시 부적절하게 만들지는 않다. 왜냐하면 우리는 항상 초선택 섹터로 제한할 수 있기 때문이다.
와이트먼 공리가 요구하는 진공의 순환성은 진공의 초선택 섹터만을 설명한다는 것을 의미한다. 다시 말하지만, 이는 일반성의 큰 손실이 아니다. 그러나 이 가정은 솔리톤과 같은 유한 에너지 상태를 배제한다. 솔리톤은 적어도 장론적인 관점에서 볼 때 무한대의 위상수학적 경계 조건을 포함하는 전역 구조이기 때문에 시험 함수에 의해 번진 장의 다항식에 의해 생성될 수 없다.
와이트먼 틀은 시험 함수의 지지가 얼마나 작은지에 대한 제한이 없기 때문에 유효 장론을 다루지 않는다. 즉, 컷오프 척도가 없다.
와이트먼 틀은 게이지 이론도 다루지 않다. 아벨 게이지 이론에서도 기존의 접근 방식은 무한 노름을 갖는 "힐베르트 공간"으로 시작한다(따라서 양의 명확한 노름이 필요한 진정한 힐베르트 공간은 아니지만 그럼에도 불구하고 물리학자들은 이를 힐베르트 공간이라고 부릅니다). 물리 연산자는 코호몰로지에 속한다. 이는 분명히 와이트먼 틀의 어느 곳에서도 다루어지지 않다. (그러나 Schwinger, Christ and Lee, Gribov, Zwanziger, Van Baal 등이 보여주듯이 쿨롱 게이지의 게이지 이론의 정준적 양자화는 일반적인 힐베르트 공간에서도 가능하며, 이것이 그들을 다음과 같은 법칙에 속하게 만드는 방법일 수도 있다. 공리 체계의 적용 가능성.)
와이트먼 공리는 시험 함수 공간의 텐서 대수와 동일한 보처즈 대수 에 대한 와이트먼 함수라는 상태로 다시 표현할 수 있다.

## 공리를 만족하는 이론의 존재
와이트먼 공리를 4차원 이외의 차원으로 일반화할 수 있다. 차원 2와 3에서는 공리를 만족하는 상호작용(즉 비자유) 이론이 구성되었다.
현재로서는 차원 4의 상호작용 이론에 대해 와이트먼 공리가 충족될 수 있다는 증거가 없다. 특히 입자물리학의 표준 모형은 수학적으로 엄격한 기초를 갖고 있지 않다. 질량 격차의 추가 요구 사항과 함께 와이트먼 공리가 게이지 이론에 대해 충족될 수 있음을 증명한 경우 백만 달러의 상금이 수여된다.

### Osterwalder-Schrader 재구성 정리
특정 기술적 가정 하에서 유클리드 양자장론이 와이트먼 양자장론으로 윅 회전 될 수 있음이 나타났다( Osterwalder-Schrader 정리 참조). 이 정리는 와이트먼 공리를 충족하는 차원 2와 3의 상호 작용 이론을 구성하기 위한 핵심 도구이다.

## 같이 보기
- 하그-카스틀러 공리계
- 힐베르트의 여섯 번째 문제
- 공리적 양자장론
- 국소 양자장론

## 참고 문헌
- Arthur Wightman, "Hilbert's sixth problem: Mathematical treatment of the axioms of physics", in F. E. Browder (ed.): Vol. 28 (part 1) of Proc. Symp. Pure Math., Amer. Math. Soc., 1976, pp. 241–268.
- Res Jost, The general theory of quantized fields, Amer. Math. Soc., 1965.